# Campeonato Mundial de Piragüismo en Eslalon de 1957
El V Campeonato Mundial de Piragüismo en Eslalon se celebró en Augsburgo (RFA) entre el 27 y el 28 de julio de 1957 bajo la organización de la Federación Internacional de Piragüismo (ICF) y la Federación Alemana de Piragüismo.
Las competiciones se realizaron en el canal de piragüismo en eslalon del Eiskanal, adyacente al río Lech, al sudeste de la ciudad bávara.

## Medallistas

### Masculino
| Evento         | Oro | Plata | Bronce |
| -------------- | --- | --- | --- |
| F1 individual  | Manfred Vogt RFA 264,8 pts.                                                                                 | Dimitrij Skolil Checoslovaquia 274,9 pts.                                                                            | Heinz Bielig RDA 283,9 pts.                                                                                 |
| C1 individual  | Manfred Schubert RDA 384,4                                                                                  | Emil Zimmermann RDA 397,7                                                                                            | Jean-Claude Tochon · Suiza · 408,5                                                                          |
| C2 individual  | Dieter Friedrich Horst Kleinert RDA 317,1                                                                   | Václav Havel Josef Hendrych Checoslovaquia 354,0                                                                     | František Hrabě Jiří Kotana Checoslovaquia 377,3                                                            |
| F1 por equipos | Heinz Bielig Eberhard Gläser Reinhard Sens RDA 403,5                                                        | Vladimír Cibák Jan Pára Dimitrij Skolil Checoslovaquia 426,5                                                         | Manfred Vogt Günter Kirchner Karl Schröder RFA 506,2                                                        |
| C1 por equipos | Günther Beck Heiner Stumpf Otto Stumpf RFA 654,8                                                            | Emil Zimmermann Gert Kleinert Manfred Schubert RDA 793,2                                                             | Luděk Beneš Jiří Hradil Vladimír Jirásek Checoslovaquia 867,6                                               |
| C2 por equipos | Checoslovaquia Rudolf Flégr / Milan Řehoř Václav Havel / Josef Hendrych František Hrabě / Jiří Kotana 818,4 | Suiza · Charles Dussuet / Henri Kadrnka · Jean Pessina / Robert Zürcher · Jean-Paul Rössinger / Roger Tauss · 1052,4 | RDA Franz Brendel / Günter Grosswig Dieter Friedrich / Horst Kleinert Dieter Göthe / Lothar Schubert 1107,8 |

### Femenino
| Evento         | Oro                                                   | Plata                                                        | Bronce                                                                     |
| -------------- | ----------------------------------------------------- | ------------------------------------------------------------ | -------------------------------------------------------------------------- |
| F1 individual  | Brigitte Magnus RDA 452,8 s                           | Eva Setzkorn RDA 512,6 s                                     | Anneliese Seidel RDA 530,3 s                                               |
| F1 por equipos | Elfriede Hugo Eva Setzkorn Brigitte Magnus RDA 1081,4 | Inge Walthemate Rosemarie Biesinger Hanni Schulte RFA 1441,0 | Hella Philips · Gertrude Stöllner · Friederike Schwingl · Austria · 2268,1 |

### Mixto
| Evento         | Oro                                                                                          | Plata                                                                      | Bronce                                     |
| -------------- | -------------------------------------------------------------------------------------------- | -------------------------------------------------------------------------- | ------------------------------------------ |
| C2 individual  | Brigitte Schmidt Manfred Glöckner RDA 389,6 s                                                | Ellen Krügel Siegfried Seidemann RDA 526,2 s                               | Waltraud Schale Rudolf Seifert RDA 547,7 s |
| C2 por equipos | RDA Waltraud Schale / Rudolf Seifert Schmieder / Seidler Brigitte Schmidt / Manfred Glöckner | Francia Bonnaud / Thezier Henriette Guette / Jean Olry E. Spahr / M. Spahr | —                                          |

## Medallero
| Núm. | País           | Oro | Plata | Bronce | Total |
| ---- | -------------- | --- | ----- | ------ | ----- |
| 1    | RDA            | 7   | 4     | 4      | 15    |
| 2    | RFA            | 2   | 1     | 1      | 4     |
| 3    | Checoslovaquia | 1   | 3     | 2      | 6     |
| 4    | Suiza          | 0   | 1     | 1      | 2     |
| 5    | Francia        | 0   | 1     | 0      | 1     |
| 6    | Austria        | 0   | 0     | 1      | 1     |
|      | TOTAL          | 10  | 10    | 9      | 29    |